# Euthelaira inambarica
Euthelaira inambarica là một loài ruồi trong họ Tachinidae.